# Coregonus peled
Espèce
Statut de conservation UICN

 LC  : Préoccupation mineure
Coregonus peled est une espèce de poissons de la famille des Salmonidae.